# Nick Hannes
Nick Hannes (Antwerpen, 11 maart 1974) is een Belgische documentairefotograaf. Hij studeerde van 1993 tot 1997 fotografie aan het KASK te Gent, waar hij sinds 2009 zelf halftijds doceert. 
Hannes focust in zijn werk vooral op de thema's globalisatie, urbanisatie en migratie. In 2023 won hij de World Press Photo Award in de categorie "Africa, Stories" met een fotoreeks over de bouw van de nieuwe hoofdstad van Egypte.
- Gemeinsame Normdatei: 138723990
- International Standard Name Identifier: 0000 0001 1692 7538
- Library of Congress Control Number: no2009168119
- Nederlandse Thesaurus van Auteursnamen: 321077113
- RKD-Nederlands Instituut voor Kunstgeschiedenis: 412999
- Système universitaire de documentation: 147091616
- Virtual International Authority File: 101541772
- WorldCat: E39PBJgXgPw8YX3WgYQbwFfjG3